# U-Bahnhof Gebersdorf
Der U-Bahnhof Gebersdorf (Kurzbezeichnung des Betreibers: GD) ist ein im Rohbau befindlicher Bahnhof der Nürnberger U-Bahn, der nach einem Probebetrieb voraussichtlich Anfang 2027  seinen Betrieb aufnehmen wird. Er ist 1125 m vom U-Bahnhof Kleinreuth bei Schweinau entfernt und soll vorerst den südwestlichen Endbahnhof der Linie U3 darstellen. Die Bahnhöfe Kleinreuth und Gebersdorf werden voraussichtlich als 50. und 51. Bahnhöfe der U-Bahn Nürnberg in Betrieb gehen.

## Lage und Infrastruktur
Der Bahnhof liegt im gleichnamigen Nürnberger Stadtteil Gebersdorf und erstreckt sich unterirdisch in West-Ost-Ausrichtung unter der Gebersdorfer Straße und parallel zur rund 100 m entfernten Rothenburger Straße. In unmittelbarer Nähe des Bahnhofs befand sich bis 1986 der Haltepunkt Fürth Süd der Bibertbahn. Die Stadtgrenze zu Oberasbach im Landkreis Fürth liegt in unmittelbarer Nähe des Bahnhofs, jedoch befindet der Bahnhof sich vollständig auf Nürnberger Stadtgebiet. Die Grenze zur kreisfreien Stadt Fürth befindet sich nördlich.
Hinter dem U-Bahnhof soll sich westlich der Gebersdorfer Straße eine dreigleisige und rund 160 m lange nach oben offene Kehranlage anschließen, die sowohl zum Wenden der Züge im Betrieb als auch zum Befahren einer sich südlich des Bahnhofes anschließenden Abstellanlage dienen soll. Die Abstellanlage soll Platz für 22 Doppeltriebwagen bieten und ebenso nach oben hin offen parallel zum U-Bahnhof verlaufen. Die geplante Abstellanlage hat damit mehr als die doppelte Kapazität der bisher größten derartigen Anlage außerhalb des Betriebshofes – die Abstellanlage im U-Bahnhof Röthenbach bietet Kapazität für 10 Doppeltriebwagen. Der derzeitige Bestand (2024) an DT-3 beträgt 32 Doppeltriebwagen; dazu kommen noch 14 DT3-F, welche in der Vergangenheit auch auf der U1 im Einsatz waren, seit Auslieferung des G1 jedoch ausschließlich auf U2 und U3 im Einsatz sind. Diese könnten – außer im Betriebshof – auch auf Abstellanlagen an anderen Punkten im Netz der U2/U3 abgestellt werden, welche (ohne die provisorische Kehranlage in Großreuth im künftigen Streckentunnel nach Kleinreuth) Kapazität für 18 DT haben.
Oberhalb des U-Bahnhofs ist durch die wbg Nürnberg unter dem Namen Sandäckerquartier die Errichtung eines neuen Stadtteils geplant.

## Architektur
Das Bauwerk befindet sich in einfacher Tiefenlage unter der Erdoberfläche. Am westlichen Bahnsteigende befindet sich eine Festtreppe sowie eine Aufzugsanlage, auf der östlichen Seite eine Fest- und Fahrtreppe sowie eine zweite Aufzugsanlage, die eine direkte Verbindung zur Oberfläche darstellen.

## Geplante Busanbindung
Oberirdisch ist entlang der Gebersdorfer Straße ein Busbahnhof mit sieben Halteplätzen geplant. Ähnlich wie an anderen Endpunkten im Liniennetz soll hier die Verknüpfung zum Busverkehr in die Umgebung hergestellt werden.

## Diskussion um Weiterbau der U-Bahn
Noch während der Bahnhof im Bau war gab es im Jahr 2020 in den Nürnberger Nachrichten einen Artikel, der die Frage aufwarf, ob der U-Bahn-Bau in Nürnberg nach Eröffnung der Verlängerung nach Gebersdorf beendet sei, oder ob verschiedene vorgeschlagene Erweiterungen doch noch gebaut würden. In den 1990er Jahren war zum Beispiel noch ein Weiterbau entlang der ehemaligen Bibertbahn in den Landkreis Fürth geplant, welche mit Stand 2024 als sehr unwahrscheinlich gilt.